# Heinrich von Tiedemann-Seeheim

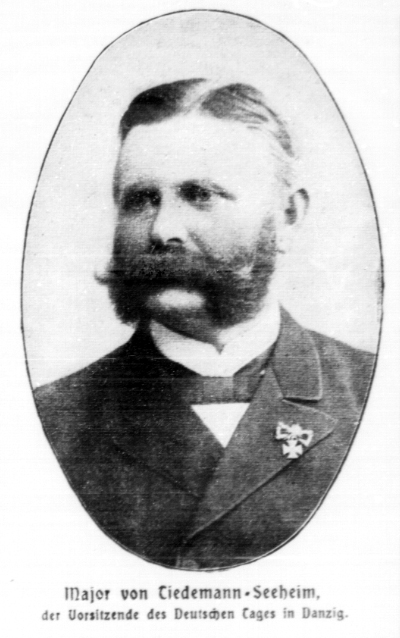
Heinrich von Tiedemann-Seeheim

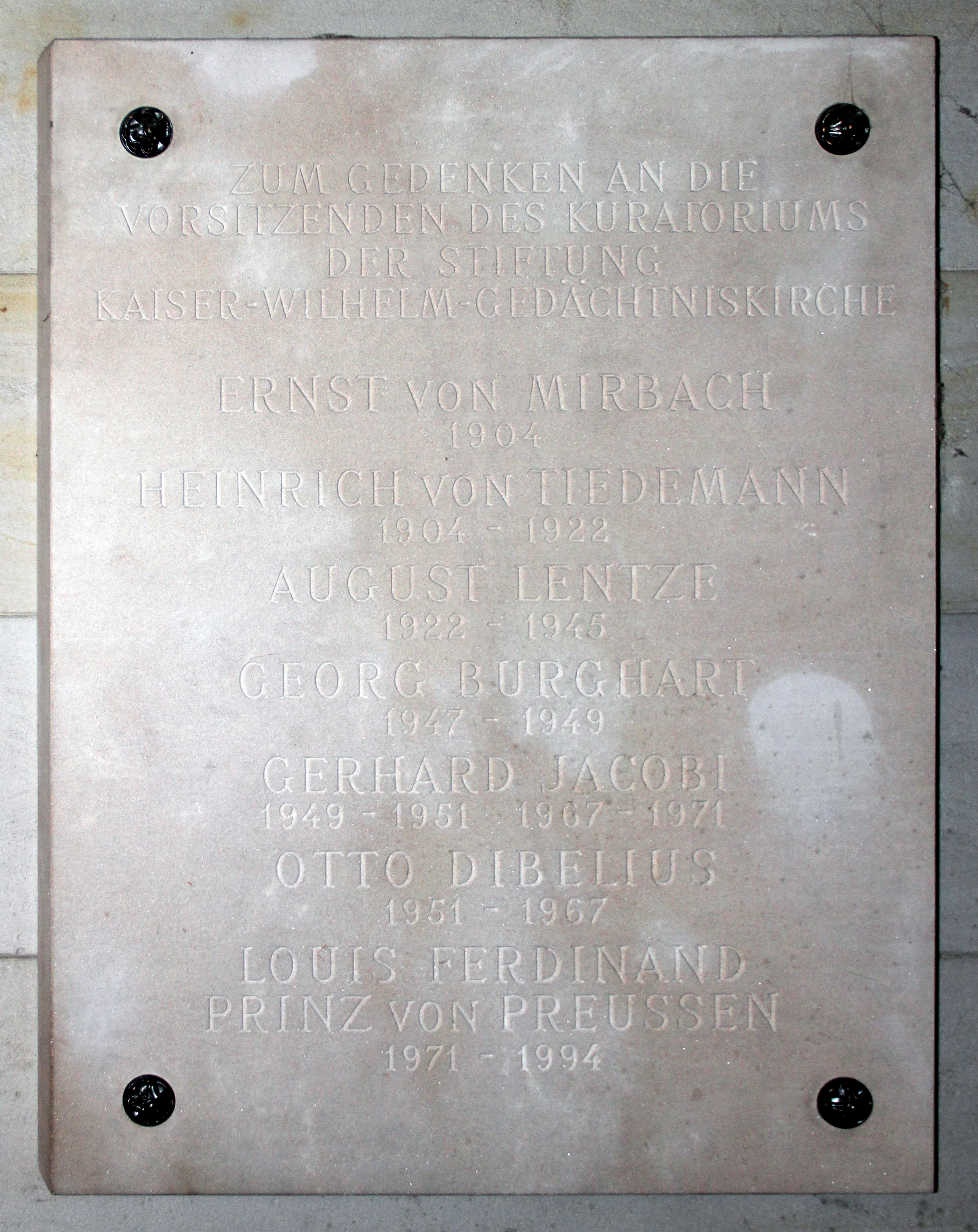
Gedenktafel an der Kaiser-Wilhelm-Gedächtniskirche in Berlin-Charlottenburg

Heinrich von Tiedemann-Seeheim (* 22. Oktober 1843 in Dembogorsch bei Putzig; † 2. Januar 1922 in Berlin) war ein deutscher Politiker sowie Vorsitzender des Deutschen Ostmarkenvereins und Großvater des Journalisten Heinrich von Tiedemann. 

## Leben
Seine Eltern waren Friedrich Wilhelm von Tiedemann (* 1. März 1789; † 5. Oktober 1880) und dessen zweiter Frau Rudolfine, geborene Pape (* 21. Juli 1809; † 21. Juli 1886).
Er entstammte einer preußischen Offiziersfamilie und trat ebenfalls in den Militärdienst ein. Als Infanterieoffizier nahm er 1866 am Deutschen Krieg und 1870/71 am Deutsch-Französischen Krieg teil. Im Jahr 1872 heiratete er eine Tochter des Berliner Kaufmannes von Hardt. Im Jahr 1881 nahm er als Hauptmann wegen schlechter Aufstiegsmöglichkeiten den Abschied vom Militär. Er arbeitete zunächst in der Firma seines Schwiegervaters, ehe er das Rittergut Jeziorki („kleine Seen“) in der Provinz Posen übernahm, dessen polnischen Namen er in „Seeheim“ umbenannte. Später erwarb er weitere Güter und wurde einer der bedeutendsten Gutsbesitzer der Provinz Posen.
Er war 1894 mit Ferdinand von Hansemann und Hermann Kennemann Mitbegründer des Ostmarkenvereins. Nach den Anfangsbuchstaben der Namen der maßgeblichen Gründer wurde der Verein auch Hakatistenverein genannt. Tiedemann-Seeheim leitete ihn als Vorsitzender unangefochten bis 1920. Der Verein, anfangs unterstützt unter anderem von dem ehemaligen Reichskanzler Otto von Bismarck, forderte von der Regierung unter Leo von Caprivi eine schärfere Politik gegenüber der polnischen Minderheit. Seine Ziele waren eine Entpolonisierung und eine Germanisierung der preußischen Ostgebiete. Nach der Verschärfung der antipolnischen Politik nach dem Sturz Caprivis unterstützte Tiedemann ausdrücklich den Regierungskurs.
Neben dem alldeutschen Verband war der Ostmarkenverein unter Führung Tiedemanns einer der einflussreichsten Vertreter radikalnationalistischen Gedankenguts während des Deutschen Kaiserreichs. Tiedemann war selbst führend auch im alldeutschen Verband tätig.

## Familie
Er war mit Dorothea von Hardt (* 29. Dezember 1852; † 4. Januar 1926) verheiratet. Das Paar hatte folgende Kinder:
- Friedrich Wilhelm (* 1. November 1875; † 22. Mai 1955)
- Richard (* 23. August 1877; † 27. Juli 1956)
- Elisabeth Emmy Marie (* 4. März 1879; †  27. Januar 1971)
- Wilhelmine Ilse Karoline Ottilie (* 22. März 1882; † 12. Juli 1972)
- Heinrich Helmuth Erich Egyd (* 11. Juni 1884; † 26. Dezember 1976)
- Herbert († 1887)
- Joachim Gerhard Ludwig Engelbrecht (* 4. Dezember 1891; † 15. Januar 1985)